# Geogarypus olivaceus
Geogarypus olivaceus är en spindeldjursart som först beskrevs av Albert Tullgren 1907.  Geogarypus olivaceus ingår i släktet Geogarypus och familjen Geogarypidae. Inga underarter finns listade i Catalogue of Life.